# سينوبسيس
سينوبسيس هي شركة أمريكية تعمل في مجال أتمتة التصميم الإلكتروني (EDA) يقع مقرها الرئيسي في سانيفيل، كاليفورنيا ، الولايات المتحدة. وتركز على تصميم السيليكون والتحقق منه، والملكية الفكرية للسيليكون، وأمن البرمجيات وجودتها. توفر شركة سينوبسيس الأدوات والخدمات لصناعة تصميم وتصنيع أشباه الموصلات . تتضمن المنتجات أدوات للتوليف المنطقي والتصميم المادي للدوائر المتكاملة ، وأجهزة محاكاة للتطوير، وبيئات تصحيح الأخطاء التي تساعد في تصميم المنطق للرقائق وأنظمة الكمبيوتر. اعتبارًا من 2023  تعد الشركة أحد مكونات مؤشري ناسداك-100 و إس وبي 500 .قالب:NASDAQ-100